# Mesoleius pulchranotus
Mesoleius pulchranotus là một loài tò vò trong họ Ichneumonidae.